# Polypodium longipetiolatum
Polypodium longipetiolatum är en stensöteväxtart som beskrevs av Alexander Curt Brade. Polypodium longipetiolatum ingår i släktet Polypodium och familjen Polypodiaceae. Inga underarter finns listade.